# Alexeev Rostislav Evgenievich
Alexeev Rostislav Evgenievich (Novozybkov, Bryansk Oblast, Rússia, 18 de novembro de 1916 — Nizhny Novgorod, URSS, 9 de fevereiro de 1980) foi um Engenheiro naval russo-soviético, inventor do ecranoplano.